# معاملة المثليين في ساموا
يواجه الأشخاص من المثليين والمثليات ومزدوجي التوجه الجنسي والمتحولين جنسياً (اختصاراً: LGBT) في ساموا تحديات قانونية لا يواجهها غيرهم من المغايرين جنسيا. تعتبر المثلية الجنسية بين الذكور في ساموا، مع عقوبة بالسجن تصل لمدة 7 سنوات، لكن القانون لايتم تطبيقه.
يميل مجتمع ساموا إلى أن يكون متسامحا للغاية مع المتحولين جنسيا، ولكن ليس من المثلية الجنسية. هناك تقليد قديم في تربية بعض الأولاد كبنات للعب دور محلي مهم في الحياة المجتمعية في ساموا. يعرف هؤلاء الأفراد باسم الفافافيني (بالإنجليزية: fa'afafine). ترى الجمعيات التي تطالب بتمثيل أفضل للفافافيني وإلغاء تجريم المثلية الجنسية تتضمن «جمعية فافافيني ساموا» (بالإنجليزية: Samoa Fa'afafine Association) التي ترى أن القوانين المناهضة للمثليين تعرقل الإدماج الكامل لكل من الفافافيني والمثليين والمثليات السامويين في المجتمع.
وبالإضافة إلى ذلك، وقعت ساموا في عام 2011 على البيان المشترك بشأن إنهاء أعمال العنف وانتهاكات حقوق الإنسان ذات الصلة القائمة على التوجه الجنسي والهوية الجندرية في الأمم المتحدة، الذي يدين العنف والتمييز ضد مجتمع المثليين. من خلال توقيع البيان المشترك، تعهدت ساموا للمجتمع الدولي بالاعتراف بالتحديات الخاصة التي يواجهها الأشخاص من مجتمع المثليين وسوف تسعى إلى إنهاء العنف والعقوبات الجنائية وما يتصل بانتهاكات حقوق الإنسان القائمة على التوجه الجنسي والهوية الجندرية.

## تاريخ
كانت ساموا، مثلها مثل بقية بولينيزيا، متسامحة للغاية مع المثلية الجنسية ومع المتحولين جنسياً قبل وصول المسيحية.

## قانونية النشاط الجنسي
تجرم المواد 67 و 68 و 71 من «قانون الجرائم 2013» (بالإنجليزية: Crimes Act 2013) بالساموية:(Tulafono o Solitulafono 2013) النشاط الجنسي المثلي. دخل القانون حيز التنفيذ في 1 مايو 2013.
المادة 67. السدومية - (1) يستحق الشخص الذي يرتكب السدومية:
(ج) في أي حالة أخرى، بالسجن لمدة لا تتجاوز خمس (5) سنوات.
(2) السدومية الكاملة عند الاختراق.
(3) ليس دفاعًا عن تهمة بموجب هذا القسم أن الطرف الآخر وافق على ذلك.
المادة 68 - محاولات ارتكاب السدومية - يُعاقب الشخص بالسجن لمدة لا تتجاوز خمس (5) سنوات:
(أ) يحاول ارتكاب السدومية. أو
(ب) الاعتداء على أي شخص بنية ارتكاب السدومية.
المادة 71 - إبقاء مكان للأفعال الجنسية المثلية - يُعاقب الشخص بالسجن لمدة لا تتجاوز سبعة (7) سنوات:
(أ) يحتفظ أو يدير، أو يعمل عن علم أو يساعد في إدارة، أي مبان تستخدم كمكان لارتكاب أعمال غير لائقة بين الذكور؛ أو
(ب) كونه المستأجر أو آجير أو المقيم في أي محل إقامة في أي مبنى، يسمح عن علم باستخدام الأماكن أو أي جزء منها كمكان لارتكاب أعمال غير لائقة بين الذكور؛ أو
(ج) كونه مؤجراً أو مالكاً لأي مبنى، أو وكيل المؤجر أو المالك، يسمح للمقر أو لأي جزء من المبنى بمعرفة أن المباني ستستخدم كمكان غير لائق التصرفات بين الذكور، أو أن جزءًا من المبنى يستخدم لذلك، أو أن يكون طرفًا في الاستخدام المستمر للمباني أو أي جزء منها كمكان لارتكاب أعمال غير لائقة.
تم تعريف «السدومية» في قضية «الشرطة ضد بوي، [2007] WSSC 49»، على أنها تعني اختراق شرج الضحية من الذكور أو الإناث بواسطة قضيب الجاني.
وفي حزيران/يونيو 2010، أوصت لجنة إصلاح القانون في ساموا، في تقريرها المقدم إلى رئيس الوزراء، «بإلغاء جميع العقوبات الجنائية المرتبطة بالجرائم الجنائية لممارسة السدومية والأفعال ذات الصلة التي تتم بصورة سرية بين الذكور الراشدين المتراضين». ولاحظت اللجنة أن تقنين ذلك قد حظي بالدعم في غالبية الطلبات العامة.
وجرمت المواد 58D و 58 E و 58 G و 58J من «مرسوم الجرائم 1961» (الذي أُلغي الآن) النشاط الجنسي المثلي. في عام 2011، أفيد بأن ساموا ستلغي تجريم عن النساط الجنسي المثلي بين البالغين المتراضين بموجب قانون جنائي جديد أوصت به لجنة إصلاح القوانين في ساموا. إلا أن الحكومة رفضت توصية اللجنة.

## الاعتراف القانوني بالعلاقات المثلية
في آب/أغسطس 2012، ورد أن رئيس الوزراء تويليبا سيليلي ماليليغاواي «سخر» من فكرة أن ساموا ستتبع قيام نيوزيلندا بتشريع زواج المثليين. عندما سئل عما إذا كان سيؤيد تشريعه، قال: «أنتم تحلمون». وكرر هذا الموقف، على أسس دينية صريحة، في مارس 2013
.
إن وجهة نظري كقائد ساموا بشأن قضية زواج المثليين بسيطة: من المستحيل، على الإطلاق، النظر في هذه القضية في ساموا. لن يفكر برلمان ساموا أبدا في مشروع قانون مثل هذا، على الأقل ليس في وقتي. إنها الرؤية القوية والمجتمعة لحكومة ساموا والطوائف الدينية للبلاد. نحن نقف متحدين ضد هذا لأن ساموا تقوم على معتقدات مسيحية. والمعتقدات المسيحية هي ضد هذا النوع من السلوك الذي يقول الكتاب المقدس، كان السبب في اللعنة التي جلبت الدمار على عمورة وسدوم.. من الواضح جدا أن سر الزواج بين الرجل والمرأة. زواج المثليين خطيئة. وبغض النظر عن كيف يقدم الناس هذه القضية، بغض النظر عن كيفية طرحه، فإن هناك حقيقة واحدة فقط، وهذا هو، هذا النوع من السلوك هو خطيئة.
في أكتوبر/تشرين الأول 2013، انتقد رئيس الوزراء شخصياً زواج رجل مثلي من ساموا في نيوزيلندا.
وفي تشرين الثاني/نوفمبر 2017، اتهم وزير مشارك في ساموا الأمم المتحدة بتعزيز زواج المثليين في ساموا. بالإضافة إلى ذلك، أكد أن ساموا «لن تقنن» زواج المثليين.

## الحماية من التمييز
لدى ساموا حماية محدودة للتوجه الجنسي. يحظر القسم 20 (2) من «قانون العمل وعلاقات العمل 2013» (بالإنجليزية: Labour and Employment Relations Act 2013) بالساموية: (Tulafono o Sootaga Va Lelei o Leipa ma Galuega 2013) التمييز المباشر وغير المباشر على أساس التوجه الجنسي ضد موظف أو مقدم طلب توظيف في أي سياسات أو إجراءات أو ممارسات تتعلق بالعمالة.
يتم تجريم الجرائم بدافع التوجه الجنسية
و/أو الهوية الجندرية للضحية بموجب المادة 7 (1) (ح) من «قانون إصدار الأحكام 2016» (بالإنجليزية: Sentencing Act 2016) بالساموية: (Tulafono o Faasalaga 2016).

## الهوية الجندرية والتعبير عنها
تعتبر ساموا تقدمية إلى حد ما فيما يتعلق بالهوية الجندرية والتعبير عنها، حيث أن لديها جماعة كبيرة من المتحولين جنسيا أو «الجنس الثالث» تسمى الفافافيني (بالإنجليزية: fa'afafine). الفافافين جزء معترف به من عادات ساموا التقليدية، مما يسمح بقبول المتحولين جنسيا، ولا سيما النساء المتحولات جنسيا، لأنهن كانوا دائما جزءا من ثقافة ساموا. وفي 1 أيار/مايو 2013، ألغت ساموا الأحكام الجنائية التي تحظر على الذكور «انتحال شخصية» الإناث. أزال «قانون الجرائم 2013» الأحكام الواردة في «مرسوم الجرائم 1961» السابق الذي يجرم الذكور «انتحال» الإناث في مكان عام، والتي كانت تستخدم لاستهداف النساء المتحولات جنسيا والناس ذوي التنوع الجندري.

### فافافيني وفافاتاما
الفافافيني (بالإنجليزية: fa'afafine) هم الناس الذين يعتبرون أنفسهم من الجنس الثالث في ساموا، ساموا الأمريكية وشتات ساموا. وهو دور جنسي معترف به منذ القرن العشرين على الأقل في مجتمع ساموا، وينظر لهم البعض كجزء لا يتجزأ من ثقافة ساموا التقليدية، يولد الفافافيني ذكورا، ولكنهم يجسدون بوضوح كلا من السمات الجندرية، بدءا من الأنوثة الواضحة إلى الذكورية التقليدية. أشار التقرير الوطني الأول للدولة عن حقوق الإنسان، الصادر في أغسطس 2015، إلى الفافافيني باعتباره «الجنس الثالث الذي كان موجودًا دائمًا في ساموا» وأشار إلى «عملهم الجاد وتفانيهم تجاه العائلة في القيام بالأدوار والمسؤوليات لكل من الرجال والنساء». فافاتاما (بالإنجليزية: Fa'afatama)، من ناحية أخرى، هم الناس الذين يولدون إناثا، ولكنهم يجسدون كلا الجنسين.
«جمعية الفافافيني في ساموا الأمريكية» (بالإنجليزية: The Society of Fa'afafine in American Samoa) أو (بالإنجليزية: The Sosaiete o Fa'afafine in American Samoa) هي منظمة تهدف إلى تعزيز التعاون بين الفافافيني ومجتمعات المثليين في كل من ساموا الأمريكية ومنطقة آسيا والمحيط الهادئ والعالم. تصف الجمعية نفسها كجمعية مكرسة لموازنة قيم ساموا مع التأثيرات الغربية ويهدف إلى تعزيز موقف إيجابي تجاه مجتمع الفافافيني في ساموا.

## علاج التحويل
يؤثر علاج التحويل تأثيراً سلبياً على حياة الأشخاص المثليين، ويمكن أن يؤدي إلى تدني احترام الذات والاكتئاب والتفكير في الانتحار.
ينص «قانون الصحة العقلية 2007» على أنه لايمكن اعتبار الناس مختلين عقليا إذا رفضوا أو فشلوا في التعبير عن توجه جنسي معين، كما يحظر أي علاج التحويل عن طريق المهنيين الصحيين في مجال الصحة النفسية. تم نشر هذا القانون في 2 فبراير 2007.

## انتقادات لوضع حقوق المثليين ساموا
تم فحص وضع حقوق المثليين في ساموا من قبل الفريق العامل المعني بالاستعراض الدوري الشامل (بالإنجليزية: Universal Periodic Review) من خلال آلية مجلس حقوق الإنسان التابع للأمم المتحدة. من المقرر أن تقوم ساموا باستعراض للدورة الثالثة في أبريل-مايو 2021.

### توصيات الدورة الأولى للاستعراض الدوري الشامل
| البلد            | مستوى الطلب      | التوصية |
| ---------------- | ---------------- | --- |
| كندا             | 5، إجراءات محددة | الوفاء بالتزامها بالمساواة وعدم التمييز بإلغاء جميع الأحكام القانونية التي تجرم النشاط الجنسي بين البالغين المتراضين والتحقيق في جميع حالات التمييز على أساس التوجه الجنسي والهوية الجندرية |
| فرنسا            | 5، إجراءات محددة | إلغاء القوانين التي تجرم العلاقات بين البالغين المثليين المتراضين |
| النرويج          | 5، إجراءات محددة | إلغاء جميع الأحكام التي يمكن تطبيقها لتجريم النشاط الجنسي بين البالغين المتراضين واتخاذ التدابير التشريعية المناسبة لتشمل التوجه الجنسي والهوية الجندرية في قوانين المساواة وعدم التمييز    |
| الولايات المتحدة | 2، العمل المستمر | مواصلة إعادة النظر في القوانين التي تقيد حقوق الإنسان للأفراد على أساس التوجه الجنسي أو الهوية الجندرية، وإلغاء جميع هذه القوانين                                                           |

في الدورة الأولى من الاستعراض الدوري الشامل، رفضت ساموا ثلاث توصيات من المستوى الخامس من قبل كندا وفرنسا والنرويج للعمل فوراً على إلغاء جميع الأحكام القانونية التي تجرم النشاط الجنسي بين البالغين المتراضين والتحقيق في التمييز على أساس التوجه الجنسي والهوية الجندرية من أجل الوفاء بالتزامها بالمساواة وعدم التمييز. ومع ذلك، رفضت هذه التوصيات، إلا أنها قبلت توصية من الولايات المتحدة بمواصلة إعادة النظر في إلغاء تجريم النشاط الجنسي المثلي، وقالت في المراجعة الدورية الشاملة:
"أشارت ساموا إلى الثغرات ونقاط الضعف في إطارها التشريعي بشأن دعم المساواة وعدم التمييز على أساس التوجه الجنسي، وبأن التشريع المعني يجري استعراضه من قبل لجنة إصلاح القانون في ساموا. وأشارت ساموا إلى أن الفافافين والمثليين والمثليات أعضاء مهمون في مجتمع ساموا وهم ورثة لألقاب وأراضي عائلاتهم بشكل أساسي من خلال إجماع الأسرة الواسع، كما هو معمول به لكل الرجال والنساء في مجتمعه، لكن التوجه الجنسي كان مسألة حساسة في ساموا بالنظر إلى المعتقدات الدينية والثقافية للمجتمع السائد. وأعربت ساموا عن ثقتها في أن التعليم والوعي والتوعية من شأنه أن يمهد الطريق لقبول المجتمع ومنع التمييز الذي قد ينشأ عن التوجه الجنسي.

### توصيات الدورة الثانية للاستعراض الدوري الشامل
| البلد            | مستوى الطلب      | التوصية |
| ---------------- | ---------------- | --- |
| نيوزيلندا        | 4، الإجراء العام | اتخاذ خطوات لمعالجة عدم المساواة التي تؤثر على حقوق الإنسان في مجال التمييز على أساس التوجه الجنسي والهوية الجندرية |
| سلوفينيا         | 5، إجراءات محددة | إلغاء جميع الأحكام التي تجرم العلاقات المثلية بين البالغين المتراضين |
| إسبانيا          | 5، إجراءات محددة | استكمال التشريعات من خلال إلغاء تجريم العلاقات الجنسية المثلية بين البالغين المتراضين |
| الولايات المتحدة | 5، إجراءات محددة | مكافحة التمييز القائم على التوجه الجنسي والهوية الجندرية من خلال إلغاء تجريم "السدومية" و "الفاحشة بين الذكور"، التي تشكل حالياً جرائم يعاقب عليها بالسجن لمدة تصل إلى سبع سنوات                                                        |
| كندا             | 5، إجراءات محددة | إلغاء القوانين التي تجرم السلوك المثلي الطوعي بالتراضي، وحظر التمييز على أساس التوجه الجنسي أو الهوية الجندرية في جميع مجالات الحياة العامة، بما في ذلك التوظيف والصحة والتعليم، مما سيجعل تشريعات ساموا متوافقة مع التزامها بالمساواة |
| تشيلي            | 4، الإجراء العام | اعتماد تدابير لمنع العنف والتمييز ضد الأشخاص على أساس توجههم الجنسي وهويتهم الجندرية |
| سلوفينيا         | 4، الإجراء العام | اعتماد تدابير للحد من العنف ضد النساء والفتيات والعنف على أساس التوجه الجنسي والهوية الجندرية |

تعكس توصيات تقرير الدورة الثانية مخاوف متزايدة بشأن عدم وجود حقوق للأفراد المثليين والمثليات ومزدوجي التوجه الجنسي والمتحولين جنسياً في ساموا، حيث قام ما يقرب من ضعفي عدد البلدان التي تقدمت بإجراءات لكي تنظر فيها ساموا، مع دول مثل نيوزيلندا تثني على ساموا للتقدم الذي أحرزته في زيادة مشاركة المرأة في البرلمان وفي المناصب القيادية الحكومية، مع ملاحظة أن هناك حاجة إلى مزيد من العمل في مجال حقوق المثليين. رداً على ذلك، وافقت ساموا فقط على توصية سلوفينيا بالحد من العنف ضد الإناث والأفراد على أساس توجههم الجنسي وهويتها الجندرية مع الإحاطة علما بالمقترحات الأخرى ولكن رفضها في النهاية:
«يعلن دستور ساموا عن حماية الحقوق الأساسية والحريات الفردية، بصرف النظر عن الجندر. ولا يمكن إلغاء تجريم النشاط الجنسي المتمثل في السدومية وإلغاء جميع الأحكام التي تجرم العلاقات المثلية في هذا الوقت بسبب الحساسيات الثقافية والمعتقدات المسيحية لمجتمع ساموا. إن قبول هذه التوصية يتعارض مع روح دستورنا القائم على المبادئ المسيحية، وبالتالي فإن ساموا تلاحظ هذه التوصيات»

## المؤسسة الوطنية لحقوق الإنسان
أُطلقت المؤسسة الوطنية لحقوق الإنسان في ساموا رسمياً في يوم حقوق الإنسان، في 10 أيلول/سبتمبر 2013، بعد أن أصدر برلمان ساموا قانون أمين المظالم لعام 2013. تعمل المؤسسة الوطنية لحقوق الإنسان من مكتب أمين المظالم وتساعد في رصد قضايا حقوق الإنسان وتقديم المشورة لها والإبلاغ عنها، وكذلك زيادة الوعي بالحقوق والمسؤوليات الفردية بين السكان لتعزيز الحكم الرشيد ومنع انتهاكات حقوق الإنسان في ساموا.
وقد قوبل إنشاء المؤسسة الوطنية لحقوق الإنسان بموافقة عالمية، حيث أشادت أمانة منتدى جزر المحيط الهادئ بحكومة ساموا لتعزيز الوعي العام بحقوق الإنسان والجهود المبذولة لمكافحة جميع أشكال التمييز من خلال الإبلاغ السليم عن الانتهاكات المزعومة والتعليم الأفضل. أشادت الأمم المتحدة بإنجاز ساموا باعتباره علامة فارقة ليس فقط بالنسبة للبلاد ولكن للمنطقة ككل حيث أن إنشاء معهد وطني لحقوق الإنسان يمثل انضمام ساموا إلى الدول التي تعتبر التمتع بحقوق الإنسان والحريات الإنسانية من بين أهم أولوياتها، وإطلاق سابقة يمكن لجميع الأوقيانوسيا النظر فيها.
لم تذكر أول نظرة عامة عن حقوق الإنسان في ساموا «بالنسبة لساموا من ساموا»، أو تشير إلى التوجه الجنسي والهوية الجندرية، بما في ذلك سكان الفافافيني، على الرغم من تواجد المثليين والمثليات ومزدوجي التوجه الجنسي والمتحولين جنسيا في المؤسسة الوطنية لحقوق الإنسان. في الآونة الأخيرة، كان هناك عدد من عروض المنظمات غير الحكومية التي ركزت على إلغاء التجريم، وقضايا الشباب المثليين وحقوق شراكة المثليين في ساموا، حيث ركز المدافعون الحاليون على زيادة الفهم المؤسسي والعام لما سيبدو عليه عدم التمييز على أساس التوجه الجنسي والتعبير عن الجندر.

## ملخص
| قانونية النشاط الجنسي المثلي                                                             | (للذكور، لايتم تطبيقه) / (للإناث)                                                                                            |
| المساواة في السن القانوني للنشاط الجنسي                                                  | (للذكور، لايتم تطبيقه) / (للإناث)                                                                                            |
| قوانين مكافحة التمييز في التوظيف                                                         | (منذ عام 2013) |
| قوانين مكافحة التمييز في توفير السلع والخدمات                                            | No |
| قوانين مكافحة التمييز في جميع المجالات الأخرى (تتضمن التمييز غير المباشر، خطاب الكراهية) | No |
| قوانين جرائم الكراهية تشمل التوجه الجنسي والهوية الجندرية                                | (منذ عام 2016) |
| زواج المثليين                                                                            | No |
| الاعتراف القانوني بالعلاقات المثلية                                                      | No |
| تبني أحد الشريكين للطفل البيولوجي للشريك الآخر                                           | No |
| التبني المشترك للأزواج المثليين                                                          | No |
| يسمح للمثليين والمثليات ومزدوجي التوجه الجنسي بالخدمة علناً في القوات المسلحة             | دولة بدون جيش |
| الحق بتغيير الجنس القانوني                                                               | (لدى ساموا مجتمع للمتحولين جنسيا كبير يسمى "فافافين" و"فافاتاما"، ولكن من غير الواضح إذا ما يسمح بالتغييرات القانونية للجنس) |
| علاج التحويل محظور                                                                       | (منذ عام 2007) |
| الحصول على أطفال أنابيب للمثليات                                                         | No |
| الأمومة التلقائية للطفل بعد الولادة                                                      | No |
| تأجير الأرحام التجاري للأزواج المثليين من الذكور                                         | (محظور لجميع الأزواج بغض النظر عن التوجه الجنسي)                                                                             |
| السماح للرجال الذين مارسوا الجنس الشرجي بالتبرع بالدم                                    | |